# Balthazar (revue)
Pour les articles homonymes, voir Balthazar.
Balthazar est une revue de cinéma fondée en 1995 à Paris et consacrée à l'analyse du cinéma contemporain.

## Historique
Le fondateur est Stéphane Delorme, en 1995. Les deux premiers numéros sont parus sous le titre Au hasard Balthazar en hommage au film de Robert Bresson Au hasard Balthazar. 
Dans les premiers numéros, la revue s'en prend à un certain cinéma d'auteur français, à la manière des critiques des Cahiers du cinéma des années 1950. Puis, l'équipe se consacre à faire connaître et défendre des créateurs qui l'intéresse : David Lynch, Terrence Malick, Manoel de Oliveira, Zoe Lund (actrice mais aussi scénariste pour Abel Ferrara), etc.,.
Le sixième et dernier numéro date de 2003.

## Rédaction
Comité de rédaction : Cyril Béghin, Sophie Charlin, Stéphane Delorme et Mathias Lavin qui, depuis, collaborent ou ont collaboré aux Cahiers du cinéma,.